# Halabdscha
Halabdscha (kurdisch هه‌ڵه‌بجه, Helebce; arabisch حلبجة, DMG Ḥalabǧa) ist eine Stadt in der Autonomen Region Kurdistan im Irak mit etwa 57.000 Einwohnern. Sie liegt etwa 240 km nordöstlich von Bagdad und 14–16 km von der Grenze zu Iran entfernt im Gouvernement Halabdscha, dessen Hauptstadt sie ist. Sie wird hauptsächlich von Kurden bewohnt.

## Geschichte

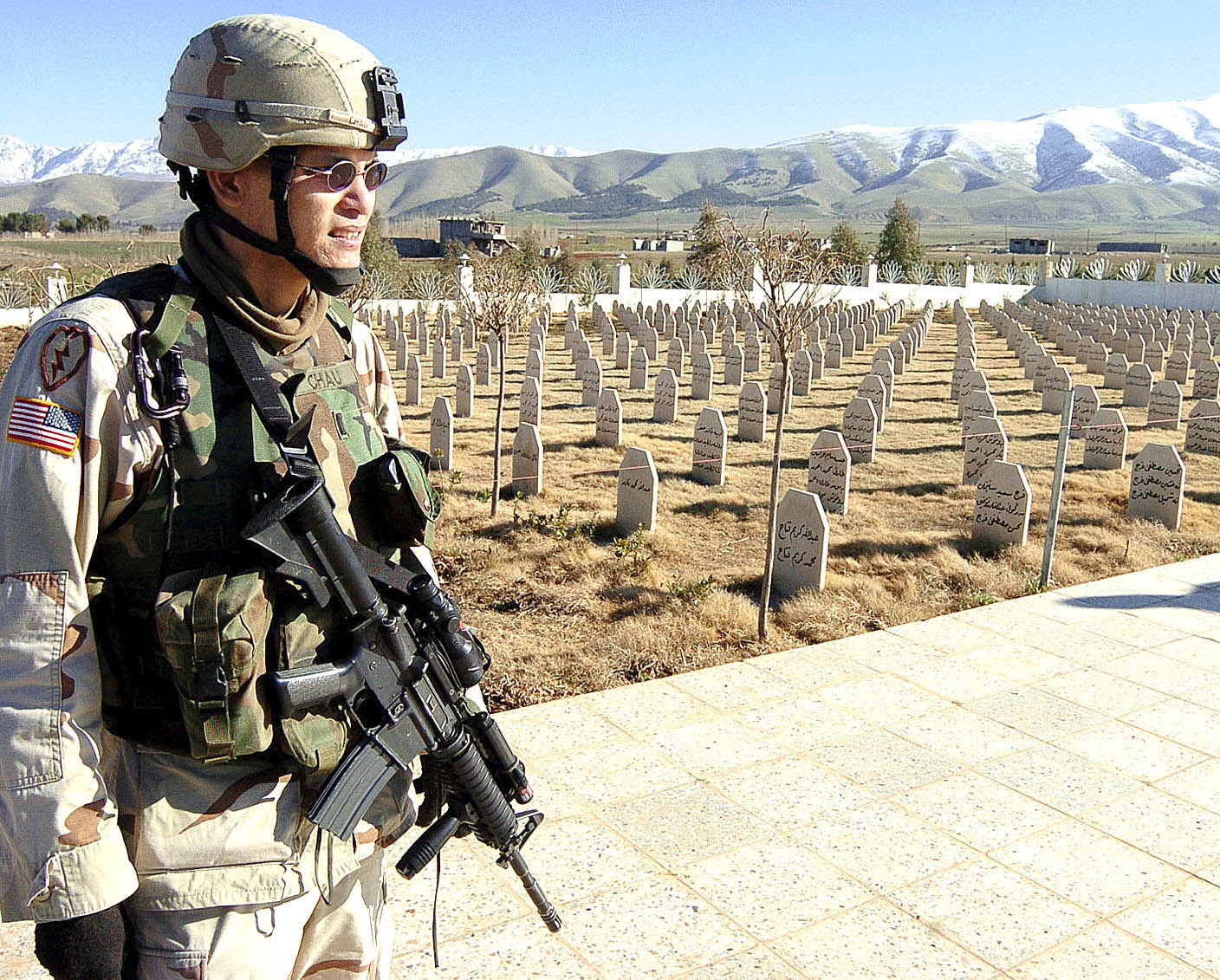
US-amerikanischer Soldat vor den Gräbern der Opfer von 1988

Am 16. März 1988 bombardierten Kampfflugzeuge der irakischen Luftwaffe Halabdscha mit  mehreren chemischen Kampfstoffen, darunter Senfgas und Sarin. Mindestens 3200 Menschen starben qualvoll.
Fünf Monate später endete der Erste Golfkriegs (Irak gegen die Islamische Republik Iran). 
Das durch den Giftgasangriff verursachte Massaker machte die Stadt weltweit bekannt.
Am 12. Juli 1988 räumten die iranischen Truppen kampflos Halabdscha und im Gegenzug die irakischen Truppen den iranischen Bezirk Naft-e Shah.
Die Region Halabdscha wurde bis zum Irakkrieg (10. März 2003 bis 1. Mai 2003) von der radikal-islamischen Terroristengruppe Ansar al-Islam kontrolliert.
Bei Gedenkfeierlichkeiten am 18. März 2006 protestierte eine Menge von kurdischen Jugendlichen vor dem Halabdscha-Monument, das an den Giftgasangriff  erinnert, gegen Korruption. Im Laufe des Protests drang die Menge in das Monument ein, verwüstete es und steckte es anschließend in Brand. Die regionale PUK-Regierung vermutete Islamisten hinter den Verwüstungen.

## Persönlichkeiten
- Abdullah Goran (1904–1962), Dichter
- Salaheddine Bahaaeddin (* 1950), Politiker
- Sirwan Abdullah Hussein (* 1940), Regierungschef der Kurdischen Autonomen Region